# Ibrahima Breze Fofana
Pour les articles homonymes, voir Fofana.
Ibrahima Breze Fofana, né le 15 août 2002 à Conakry, est un footballeur guinéen qui évolue au poste de milieu de terrain au Hammarby IF.

## Biographie

### Carrière en club
Formé à l'académie Atouga foot de Guinée, Ibrahima Fofana rejoint le Club Bruges en septembre 2020,,. Signant un contrat allant jusqu'à 2023 avec les champions en titre belges, il est initialement intégré à l'effectif du Club NXT, équipe reserve des Brugeois.
Gravement blessé en début de saison, il intègre l'effectif de deuxième division en novembre, où il devient rapidement un titulaire régulier.
En février 2021, il est intégré à l'effectif de l'équipe senior, figurant sur le banc lors de la double rencontre face au Dynamo Kiev en seizièmes de finale de la Ligue Europa.
Le 22 juillet 2022, Ibrahima Fofana rejoint Hammarby TFF, l'équipe réserve du club suédois Hammarby IF. Il rejoint le club dans le cadre d'un transfert gratuit et s'engage pour une durée de six mois, avec une option pour une année supplémentaire. En 2022, il dispute 16 rencontres de championnat pour Hammarby TFF, marquant quatre buts, aidant l'équipe à terminer 6e du championnat de Suède de football de troisième division. Le 30 janvier 2023, il est promu dans l'équipe senior du Hammarby IF, signant un contrat de quatre ans,.

### Carrière en sélection
International guinéen avec les moins de 17 ans, il participe à la Coupe d'Afrique des nations en 2019 avec sa sélection. Titulaire au poste de milieu défensif lors des 5 matchs des phases finales de la compétition, il est notamment élu homme du match lors de la victoire en demi-finale, où son équipe l'emporte contre le Nigéria après une séance de tirs au but où Fofana converti son tir placé.
Il permet ainsi aux siens d'arriver jusqu'en finale du tournoi, où la Guinée est défaite par le Cameroun, battu cette fois lors de la séance de tirs au but,.

## Palmarès
Guinée -17 ans
- Coupe d'Afrique des nations des moins de 17 ans
  - Finaliste en 2019